# Comune di Krasnoperekopsk
Il comune di Krasnoperekopsk (in russo Красноперекопский горсовет?; in ucraino Красноперекопська міськрада?; in tataro crimeano: Krasnoperekopsk şeer şurası) è un circondario urbano della Crimea con 30.902 abitanti al 2013. Il capoluogo è l'omonima città, con cui coincide.

## Geografia antropica

### Suddivisioni amministrative
Il comune coincide con la città di Krasnoperekopsk.